# Thiago Quirino
Thiago Quirino (født 4. januar 1985) er en brasiliansk fodboldspiller, som spiller for den japanske fodboldklub Kagoshima United FC.